# Іванє Село
Іванє Село (словен. Ivanje selo) — поселення в общині Церкниця, Регіон Нотрансько-крашка, Словенія. Висота над рівнем моря: 536,9 м.